# 開け!!キタキュウ人図鑑
『開け!!キタキュウ人図鑑』（ひらけ キタキュウじんずかん）は、2014年4月7日からRKB毎日放送で放送されている北九州市の広報番組・ドキュメンタリー番組である。
北九州市で活躍している人物を毎回1人ピックアップし、川上政行のナレーションに乗せて紹介。その後、取り上げた人物本人にそれまでの活動や今後の目標について語ってもらう。

## 放送時間
いずれも日本標準時。別の時間帯での再放送あり。
- 月曜 19:55 - 20:00 （2014年4月7日 - 2015年3月30日） - 基本時間。初回は月曜20:49枠で放送。最後の回は月曜22:49枠で放送。
- 土曜 09:25 - 09:28 （2015年4月4日 - ）